# Miłość niebiańska i miłość ziemska
Miłość niebiańska i miłość ziemska (niekiedy również Miłość święta i pogańska) (wł. Amor sacro e Amor profano) – obraz renesansowego włoskiego malarza Tycjana.

## Historia obrazu
Obraz został namalowany na zamówienie księcia Ferrary, Alfonsa I d’Este. Tytuł obrazu nie pochodzi od Tycjana. Po raz pierwszy został wymieniony w 1613 roku w katalogu obrazów galerii kardynała Scipione Borghese pod innym tytułem: Belta disornata e Belta ornata (Piękność naga i piękność ubrana lub Przyozdobiona i nieprzyozdobiona piękność). W 1648 roku włoski historyk sztuki Ridolfi, pisząc o obrazie, zatytułował go: Dwie kobiety u studni, w której przegląda się chłopczyk. Tytuł obecny został nadany przez Vasariego, autora monumentalnego dzieła Żywoty najsławniejszych malarzy rzeźbiarzy i architektów.

## Opis obrazu

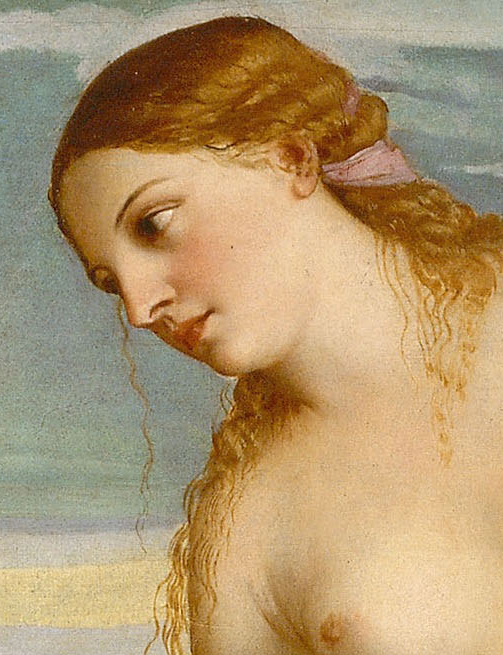
Miłość niebiańska i miłość ziemska, detal: twarz nagiej kobiety lub według innej interpretacji twarz Wenus

Na pierwszym planie Tycjan przedstawił dwie młode kobiety siedzące przy studni (o kształcie podobnym do sarkofagu). Studnia ta przypomina studnię z obrazu Concert champetre Giorgiona, lecz jest bogatsza w ozdoby: na jednej z jej ścian widnieje płaskorzeźba i herb fundatora kanclerza Niccolo Aurelio. Po lewej stronie siedzi kobieta w białym, atłasowym stroju, układającym się w fałdy, spod których wystaje czerwony rękaw spodniej szaty. W prawej ręce trzyma pęk róż, a jej lewa ręka spoczywa na brzegu studni, a dokładniej na wazie radości, która jest interpretowana jako symbol chwilowego szczęścia. W ten sposób łączy się pośrednio z drugą postacią siedzącą po drugiej stronie. Dziewczyna siedząca na skraju studni po prawej stronie wprowadza odmienny nastrój. Jej ciało jest zakryte jedynie szatą przykrywająca jej łono. Purpurowy płaszcz odkrywa nagość dziewczyny, spoczywając jedynie na jej ramieniu i opadając w fałdach aż do stóp. Dziewczyna w lewej dłoni trzyma naczynie ofiarne, z którego wydobywa się dym. Prawa ręka oparta jest na brzegu studni. Głowa i twarz nagiej kobiety skierowane są do siedzącej obok dziewczyny, co nasuwa przypuszczenie, iż toczy się konwersacja pomiędzy postaciami. Treść rozmowy jest nieznana, a jedyną wskazówką może być wychylający się pomiędzy nimi amorek, który rączkę zanurzył w wodzie. Za postaciami znajdują się zielone drzewa, a po prawej stronie rozciąga się bogaty północnowłoski krajobraz. Postacie są do siebie nachylone, co daje wrażenie monumentalności. Podobny zabieg połączenia krajobrazu z postaciami widoczny jest na późniejszych obrazach mistrza, głównie na płótnie Wenus z Pardo.
Dominującym kolorem jest brąz, który tonuje świetlistą czerwień szat. Oświetlenie jest jednolite, płynące z głębi obrazu po prawej stronie. Postacie są zanurzone w tym świetle, ale pejzaż widoczny w tle oświetlony jest jedynie słabym światłem zachodzącego słońca.

## Interpretacja dzieła
W ciągu wieków wielu historyków próbowało zinterpretować i wyjaśnić przesłanie dzieła. Hippolyte Taine w 1865 roku w swojej Filozofii sztuki twierdził, że jest to obraz przedstawiający jedynie piękną kobietę ubraną i tę samą, ale nagą. Giulio Carlo Argan posunął się dalej w swej ocenie i stwierdził, iż obraz nie ma żadnej treści ideowej. Louis Hourticq wysunął hipotezę, jakoby Tycjan przedstawił alegorię swojej własnej miłości do córki Palmy Starego, nazywając obraz „modlitwa miłosną”. Prawdopodobnie Tycjan, malując Miłość..., nawiązał do motywów zawartych w Hypnerotomachii domniemanego autorstwa Francesco Colonny, opublikowanej w Wenecji w 1499 roku.
Według Erwina Panofsky’ego, naga kobieta symbolizuje boginię Wenus, na co mają wskazywać jej atrybuty ukazane na płótnie: Amor, róże i widoczne w tle zające. Święty charakter niebiańskiej Wenus ma podkreślać widoczny w oddali kościół po jej prawej stronie. Naga kobieta ma również cechy posągów hellenistycznych, co kontrastuje z kobietą w szatach, z której bije życie i uroda. Na jej głowie z kolei widoczny jest mirtowy wianek symbolizujący wierność małżeńską. Kobietą w szatach miałaby być Medea.

Historyk sztuki Jacob Burckhardt tak mówił o płótnie: 

Obraz ten jest bajeczny w nastroju i pełen czaru, który można oddać jedynie za pomocą metafor, opisy zaś profanują go tylko.